# Amann & Söhne

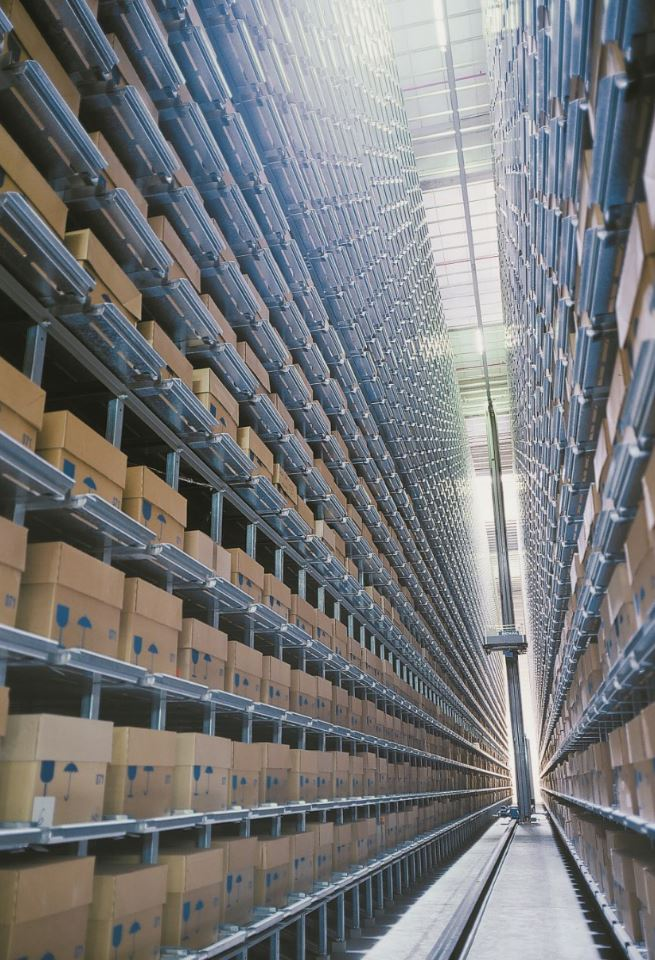
Hochregallager im Amann-Industriezentrallager in Erligheim

Amann & Söhne (Eigenschreibweise: AMANN) ist ein 1854 gegründeter, deutscher Hersteller von Industrie-, Näh- und Stickgarnen. Der Hauptsitz des Unternehmens befindet sich im baden-württembergischen Bönnigheim, die Produktionsstätten sind in Europa und Asien zu finden. In Deutschland ist Amann Marktführer im industriellen Bereich, weltweit zählt Amann zu den größten Produzenten.

## Geschichte

### 19. Jahrhundert: Gründung und Wachstum
Der Stuttgarter Großhandelskaufmann Immanuel Gottlieb Böhringer (1822–1906), der verwandtschaftliche Beziehungen zu Bönnigheim besaß, erwarb in dem Ort 1853 ein Areal mit dem Ziel dort eine industrielle Produktion aufzubauen. Im darauffolgenden Jahr sah er im Schwäbischen Merkur die Anzeige des Saulgauer Nähgarnkaufmanns Alois Amann (1824–1892), der einen finanzkräftigen Partner zur Gründung einer Nähgarnfabrik suchte. Am 1. November 1854 verkündeten die beiden Männer die Gründung der Firma Amann & Böhringer „zum Zweck der Fabrikation gezwirnter und gefärbter Seiden“.
Das industrielle Zeitalter war zu diesem Zeitpunkt noch nicht in Bönnigheim angekommen. Zu Beginn wurden die Produkte in einer Färberei in Rau in Berg gefärbt und anschließend nach Bönnigheim gebracht, wo sie von zwölf Zwirnerinnen überarbeitet und auf einer Haspel gehaspelt wurden. Die Antriebskraft lieferten zwei Radtreiber, die ein großes Schwungrad beschwerlich drehten. Die Kraft dieser Männer erwies sich jedoch bis 1855 infolge der weiteren aufgestellten Maschinen als unzureichend, und ihre menschliche Leistung wurde daher durch ein von zwei Eseln (später zwei Ochsen) getriebenes Göpelwerk ersetzt. 1856 kamen vier neue Zwirnmaschinen, sechs weitere Windmaschinen sowie weitere Spul- und Haspelmaschinen zum Einsatz. Alle Maschinen wurden durch eine 4-Pferdestärke-Dampfmaschine angetrieben, die die Ochsen ersetzte.
Das Unternehmen entwickelte sich schnell zu einer Fabrik, was die Gründer dazu veranlasste, in eine Dampfmaschine mit Dampfkessel sowie weitere moderne Maschinen zu investieren. 1857 beschäftigte Amann & Böhringer rund 100 Angestellte. Mit der Aufnahme einer eigenen Schwarzfärberei wurde Amann & Böhringer in Deutschland zu einem Pionier der Seidenzwirnerei. In einer 1879 in Leipzig erschienenen Industriebiographie Württembergs wurde das Unternehmen wie folgt beschrieben: „Die Firma Amann & Söhne gilt heute als das bedeutendste und leistungsfähigste Unternehmen der Seidenzwirnerei im ganzen deutschen Vaterlande.“
1880 wurde die Konkurrenzfabrik Payr & Mayer in Augsburg sowie deren Tochtergesellschaft in Mössingen aufgekauft und das Führungspersonal in Bönnigheim konzentriert. 1882 zahlte Amann nach Streitigkeiten mit dem Sohn Böhringers dessen Familie aus und übernahm die Firma als Alleininhaber. Noch im selben Jahr integrierte er seine Söhne Emil (1862–1935) und Alfred Amann als Teilhaber. Folglich benannte er das Unternehmen in Amann & Söhne um.
Emil Amann unternahm Versuche mit der Herstellung von synthetischen Fasern, kam aber schließlich zu dem Urteil, dass die Naturseide noch durch nichts Gleichwertiges zu ersetzen sei. In den 1880er Jahren expandierte das Unternehmen und eröffnete in den oberitalienischen Ortschaften Seriate und Telgate zwei Fabriken, 1884 wurde eine eigene Färberei angegliedert. Emil Amann bereiste Deutschland und die fernsten europäischen Staaten, um den Absatz der Fabriken zu erweitern, während sein Vater und sein Bruder sich vor Ort auf die Leitung des Unternehmens konzentrierten. 1892 starb Alois Amann im Alter von 68 Jahren. Seine Söhne Emil und Alfred Amann leiteten das Unternehmen fortan gemeinsam, bis sich Emil Amann 1917 aus dem Unternehmen zurückzog.

### 20. Jahrhundert: Von Seide zu Kunstseide und Baumwolle

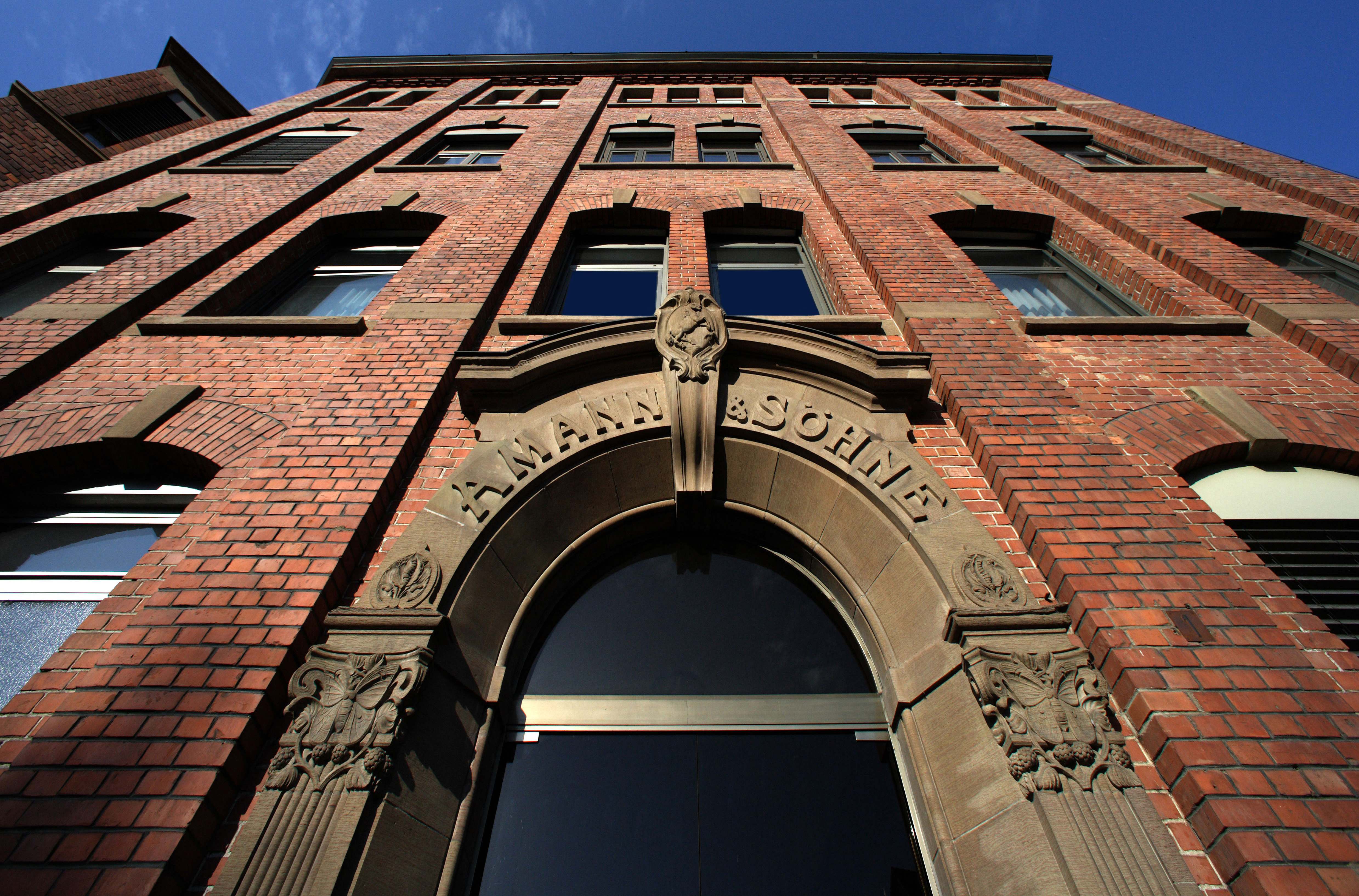
Das 1902 erbaute Hauptgebäude von Amann & Söhne

Emil Amann gründete 1900 eine Kunstseidenfabrik in Kelsterbach. Aus ihr entwickelten sich die Vereinigten Kunstseidefabriken AG Frankfurt am Main mit weiteren Betriebsstätten in Bobingen bei Augsburg, Spreitenbach und Glattbrugg (Schweiz). Da das ursprüngliche Produkt, die Seide, nach und nach von moderneren Rohstoffen verdrängt wurde, begann Alfred Amann ab 1919 mit der Herstellung von Schappeseide. Im Jahr 1923 hielt dann die mercerisierte Baumwolle Einzug.
1902 wurde das alte Bönnigheimer Fabrikgebäude zugunsten eines Neubaus abgerissen. Der Neubau aus dem Jahr 1902 steht heute unter Denkmalschutz und ist nach wie vor der Unternehmenssitz.

1942 starb Alfred Amann. Sein Schwiegersohn Alfred Pielenz (1898–1989), der die Firma bereits seit 1933 führte, wurde alleiniger Eigentümer des Unternehmens. Dieser führte Amann & Söhne durch die letzten Kriegsjahre, in denen die Produktion stillstand, und durch die Nachkriegszeit, in welcher der Geschäftsbetrieb schrittweise wieder aufgebaut wurde. 1955 leistete Amann & Söhne mit der Produktion von endlosen synthetischen Nähfäden Pionierarbeit. 1968 übergab Pielenz die Unternehmensleitung an seinen Sohn Hanns A. Pielenz (1939–2013).

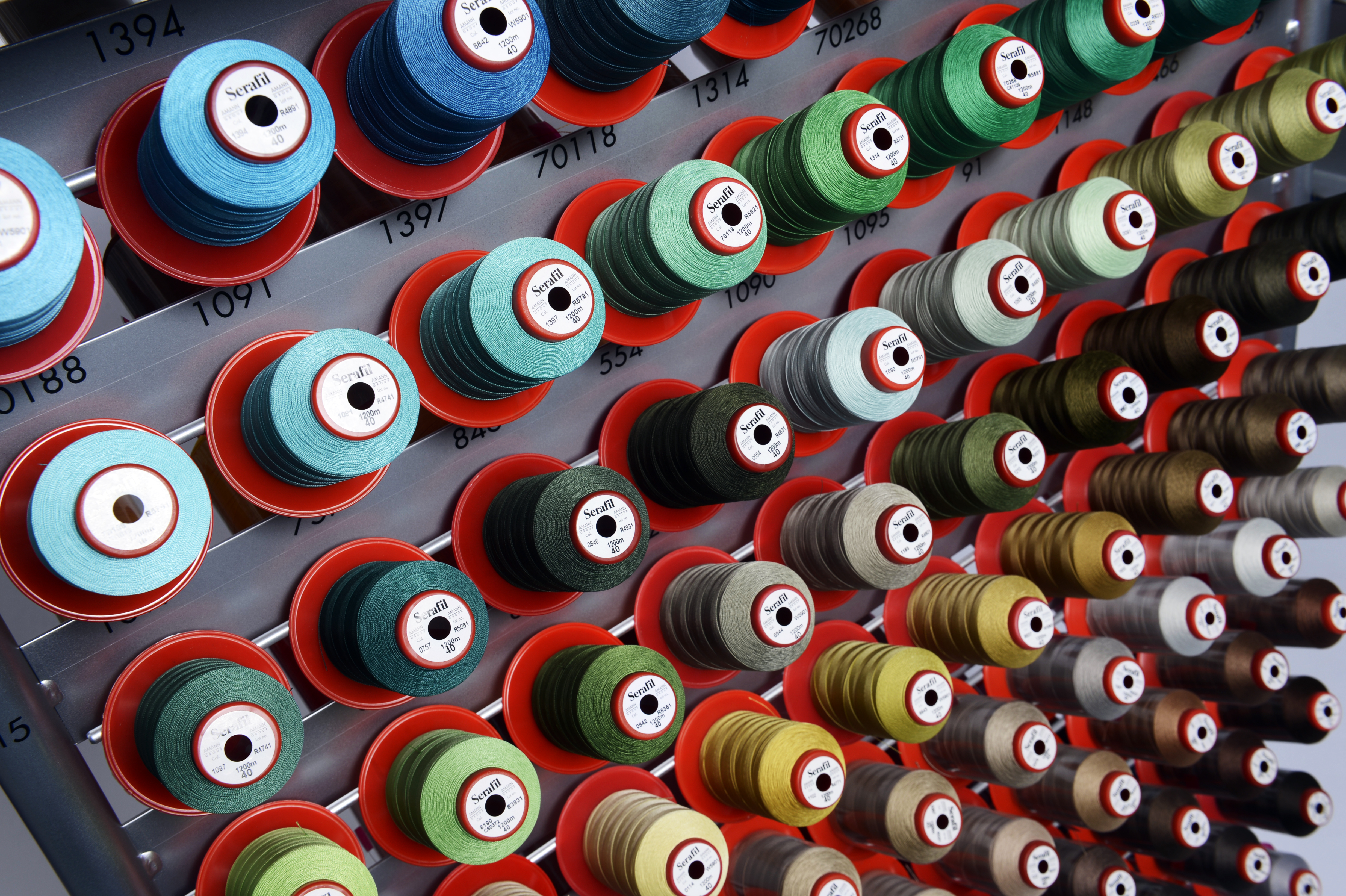
Serafil-Mustersortiment

1993/94 übernahm Amann das Augsburger Unternehmen Ackermann-Göggingen mitsamt seiner Nähgarnfärberei. Zudem wurde 1996 in Erligheim ein vollautomatisches Industriezentrallager in Betrieb genommen. 2002 erweiterte das Unternehmen sein Produktportfolio und brachte neue Produkte für technische Textilien auf den Markt. 2004 übernahm Bodo Bölzle den Geschäftsführerposten von Hanns Pielenz.

### 21. Jahrhundert: Internationale Expansion
2006 eröffnete das Unternehmen im rumänischen Brașov eine neue Produktionsstätte. 2008 wurde mit Oxley Thread Ltd. einer der bekanntesten Nähfadenhersteller Europas übernommen. 2009 eröffnete Amann in Yancheng eine neue Produktionsstätte. 2013 expandierte das Unternehmen nach Bangladesch und nahm nahe der Hauptstadt Dhaka in Mawna eine weitere neue Produktionsstätte in Betrieb.
2016 eröffnete Amann mit dem AMANN Innovation Lab ein eigenes Forschungs- und Entwicklungszentrum. 2017 eröffnete Amann das Sewing Technology Center (STC), welches sich in der Firmenzentrale in Bönnigheim befindet. In der vietnamesischen Küstenstadt Đà Nẵng eröffnete Amann im Jahr 2019 seine dritte Produktionsstätte auf asiatischem Boden. In diesem Werk werden vorrangig Nähfäden für die Bekleidungs- und Schuhindustrie hergestellt.
Amann trat 2019 dem UN Global Compact bei und veröffentlichte seinen ersten Sustainability Report. Anfang 2020 brachte Amann ein nachhaltigeres Produktsortiment auf den Markt. Dieses besteht aus der Recycled-Linie (Nähfäden, die zu 100 % aus recycelten PET-Flaschen hergestellt werden sollen) und der Cradle-to-Cradle-Gold-zertifizierten Lifecycle-Linie. Das Produkt Lifecycle Polyamide ist ein recycelter Polyamidnähfaden. Im Jahr 2020 wurde Amann von den Vereinten Nationen zu einem der Top 50 Sustainability & Climate Leaders ernannt. Die Organisation hob hervor, dass die Amann-Produktionsstätte in Bangladesch „als erstes Werk die GRS-Zertifizierung erhalten hat, indem sie die besten Praktiken in Bezug auf Sicherheit, Service und Qualität befolgt – unter Einsatz hochentwickelter Maschinen zur Herstellung von Näh- und Stickgarnen für die Modeindustrie“.
Gegenwärtig hat Amann inklusive Produktionsstandorten, Tochtergesellschaften und Vertriebspartnern ca. 2.700 Mitarbeiter in mehr als 100 Ländern. Das Executive Board der Amann Group besteht im Jahr 2025 aus Markus Nicolaus (CEO), Christine Bauer (CCO), Ivo Herzog (CSIO) und Peter Morgalla (COO). Über die Amann Group ist das Unternehmen weiterhin im Besitz der Familie Pielenz sowie der Hanns A. Pielenz Stiftung.

## Produkte
Die Produktpalette reicht vom klassischen Nähfaden für die Bekleidungsindustrie über Nähfäden für die Automobilindustrie bis hin zu Spezialfäden für technische Anwendungen.

## Produktionsstätten
Inländische Standorte der Amann & Söhne GmbH & Co. KG befinden sich in:
- Bönnigheim (Unternehmenssitz)
- Erligheim (Industriezentrallager)

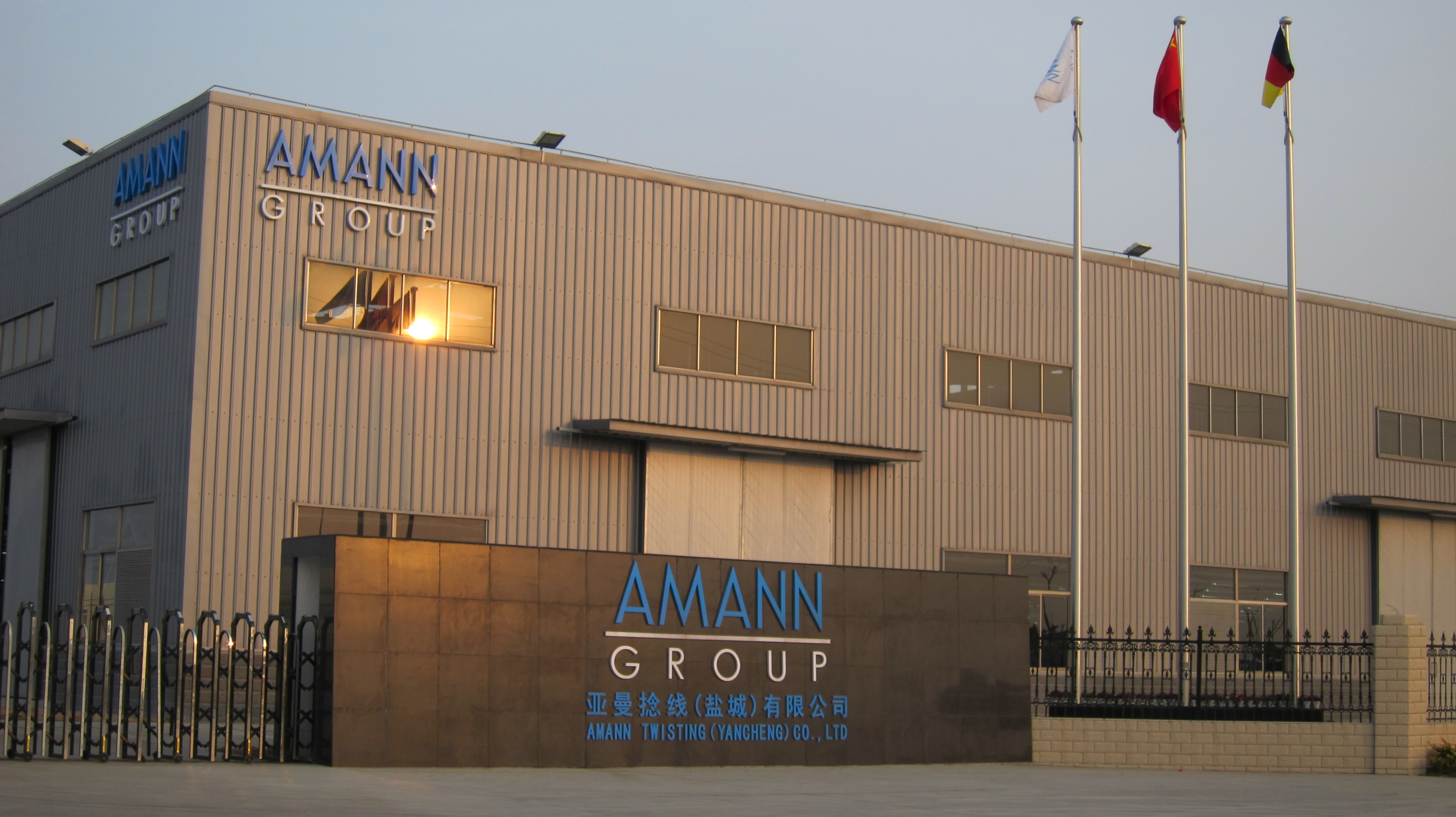
Amann-Werk in Yancheng, China

Amann produziert im Ausland ausschließlich in eigenen Produktionsstätten in:
- Manchester, Großbritannien
- Brașov, Rumänien
- Chřibská, Tschechien
- Yancheng, VR China
- Mawna, Bangladesch
- Tam Kỳ, Vietnam
- Ranipet,[24] Indien

Darüber hinaus besitzt Amann eigene Niederlassungen in 21 Ländern und ist mit Handelsvertretungen in mehr als 100 Ländern präsent.